# 433 Ерос
433 Ерос — це кам'янистий об'єкт, що належить до групи астероїдів Амура. Він рухається між орбітами Марса і Землі, наближаючись до нашої планети, але не перетинаючи її орбіту. Ерос має витягнуту форму та досить великі розміри — його середній діаметр приблизно 16,8 кілометра, що можна порівняти з довжиною великого міста. Цей астероїд став першим, який люди досліджували безпосередньо з орбіти. У 1998 році до нього прибув космічний апарат NEAR Shoemaker, що здійснив детальні спостереження та навіть сів на поверхню Ероса в 2001 році. Це дало змогу отримати важливу інформацію про склад, структуру та історію цього космічного тіла.
Ерос був відкритий 13 серпня 1898 року німецьким астрономом Карлом Густавом Віттом у Берлінській обсерваторії. Астероїд назвали на честь Ероса — давньогрецького бога кохання, сина богині краси Афродіти. У давнину Ероса часто пов'язували з планетою Венера, яка теж символізує любов і гармонію. Астероїди, подібні до Ероса, становлять особливий інтерес для вчених, оскільки вони можуть допомогти нам зрозуміти, як формувалася Сонячна система. Також дослідження таких об'єктів є важливими для вивчення потенційних загроз від астероїдів, які можуть наближатися до Землі.

## Історія

### Відкриття
Астероїд 433 Ерос був відкритий 13 серпня 1898 року одразу двома астрономами: Густавом Віттом, який працював у берлінській обсерваторії Urania, та Огюстом Шарлуа, який незалежно від нього спостерігав зоряне небо у французькій обсерваторії міста Ніцца. Вітт випадково натрапив на Ерос. Він проводив фотографічні спостереження за астероїдом 185 Евніка, роблячи довготривалі знімки зоряного неба. Проте, крім шуканого об'єкта, на отриманих фото він помітив ледь помітний слід нового тіла завдовжки всього 0,4 мм. Це означало, що об'єкт швидко рухався небом. Наступного вечора його знову спостерігали, і висока швидкість переміщення одразу викликала інтерес у вчених.
Менш ніж через два тижні німецький астроном Адольф Берберіх провів розрахунки та з'ясував, що цей астероїд має орбіту, яка проходить значно ближче до Сонця, ніж орбіта Марса. Завдяки цьому відкриттю 433 Ерос став першим відомим навколоземним астероїдом. Це відкриття стало важливим для астрономії, адже воно змінило уявлення про малі тіла Сонячної системи та їхній розподіл у космосі.

### Назва
433 Ерос отримав свою назву на честь давньогрецького бога кохання Ероса (Erōs), сина Афродіти. Він став першим астероїдом, якому дали чоловіче ім'я, що було нетипово для того часу. Раніше астрономи називали астероїди здебільшого жіночими іменами, використовуючи імена богинь та міфологічних героїнь Стародавньої Греції та Риму. Проте 433 Ерос мав унікальну орбіту, яка проходила значно ближче до Землі, ніж інші відомі на той момент астероїди. Це змусило астрономів відійти від традиції та обрати для нього чоловіче ім'я. Після цього виникло неофіційне правило: астероїди в головному поясі (між Марсом і Юпітером) отримували жіночі імена, а ті, що мали незвичайні орбіти, — чоловічі. Однак із часом це правило перестало бути зручним, оскільки відкривали дедалі більше астероїдів. У XX столітті астрономи розробили нову систему найменування, яка вже не залежала від статі міфологічних персонажів.

### Подальші дослідження
Під час суперництва в 1900—1901 роках астрономи з усього світу провели масштабні спостереження, щоб точніше визначити відстань від Землі до Сонця (це називається паралаксом). Це був один із перших випадків, коли астероїд використали для уточнення важливих астрономічних вимірювань. Результати цих спостережень опублікували в 1910 році Артур Гінкс (Кембридж) та Чарлз Діллон Перрайн (Обсерваторія Ліка, США). Перрайн провів тисячі спостережень, відібрав понад 500 фотографій і ретельно їх проаналізував. Подібний експеримент повторили в 1930—1931 роках, коли Ерос знову наблизився до Землі. Цього разу дослідження очолив Гарольд Спенсер Джонс, а отримані дані залишалися найточнішими аж до 1968 року. Пізніше вчені почали застосовувати сучасніші методи, такі як радарні вимірювання та динамічний паралакс, які дали ще більш точне значення астрономічної одиниці (середньої відстані від Землі до Сонця). 433 Ерос — перший астероїд, виявлений за допомогою радіолокації. Це сталося завдяки потужному радіотелескопу в Аресібо, один із перших астероїдів, до якого вирушив космічний апарат, перший астероїд, на орбіту якого вийшов зонд та перший астероїд, на який здійснили м'яку посадку.
Ці рекорди встановив космічний апарат NEAR Shoemaker. Він вийшов на орбіту Ероса у 2000 році, а 12 лютого 2001 року успішно приземлився на його поверхню. Це була перша в історії посадка на астероїд, яка дала змогу детально вивчити його склад і структуру.

## Астероїд, що перетинає орбіту Марса

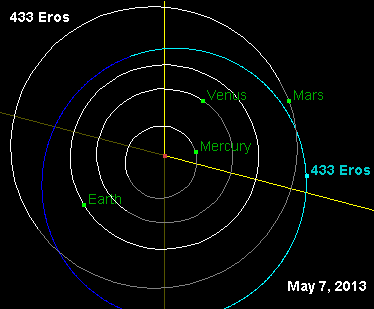
Орбітальна діаграма Ероса з розташуванням станом на 7 травня 2013 року

Ерос — це астероїд, орбіта якого перетинає орбіту Марса. Він став першим відомим астероїдом, який наближається до орбіти цієї планети. Астероїди, які проходять через орбіту Марса, можуть залишатися в таких траєкторіях лише кілька сотень мільйонів років, перш ніж їхній шлях зміниться через гравітаційний вплив інших об'єктів у космосі. Моделювання руху таких об'єктів показує, що орбіта Ероса може змінитися і він може почати перетинати орбіту Землі всього через два мільйони років. Є шанс, що це може статися з ймовірністю близько 50 % протягом наступних 100—200 мільйонів років. Ерос досить великий: його розміри в п'ять разів перевищують розміри об'єкта, який колись викликав утворення кратера Чиксулуб — того самого кратера, який став причиною масового вимирання динозаврів. Тому Ерос є потенційно небезпечним астероїдом, здатним завдати великої шкоди, якби коли-небудь зіткнувся з Землею.

## Зонд NEAR Shoemaker
Основною метою місії NEAR Shoemaker було наближення до астероїда 433 Ерос, який знаходиться на відстані приблизно 355 мільйонів кілометрів від Землі. Зонд мав зібрати інформацію про його фізичні характеристики, мінеральний склад, форму поверхні, розподіл маси всередині і навіть магнітне поле. Це була перша місія, де космічний апарат використовував сонячні батареї для живлення на відстані за межами орбіти Марса. Проте, після пролітного зближення з Землею, траєкторію місії довелося змінити через невдалий запуск двигуна 20 грудня 1998 року. Це ускладнило проведення критичної корекції траєкторії для зустрічі з астероїдом Ерос наступного місяця. Замість цього зонд був переведений на резервну траєкторію, що дозволило йому здійснити проліт. 23 грудня 1998 року NEAR пролетів на відстані 3,827 км від центру маси Ероса. Під час цього прольоту вдалося оглянути близько 60 % поверхні астероїда, і було виявлено, що його розміри менші за очікувані. Також було з'ясовано, що на поверхні Ероса є два середні кратери, довгий хребет, а його щільність схожа на щільність земної кори. Після кількох коригувань траєкторії, 14 лютого 2000 року, NEAR Shoemaker вийшов на орбіту навколо Ероса. Це сталося приблизно через рік після початково запланованого терміну. NEAR Shoemaker став першим космічним апаратом, що обертався навколо астероїда. 

Анімація траєкторії NEAR Shoemaker з 19 лютого 1996 року по 12 лютого 2001 року  -       NEAR Shoemaker
Анімація траєкторії руху зонда навколо 433 Ероса з 1 квітня 2000 року по 12 лютого 2001 року. NEAR Shoemaker· Ерос
  -       Ерос
  -       Земля
  -       Матільда
  -       Сонце
- Анімація траєкторії руху зонда навколо 433 Ероса з 1 квітня 2000 року по 12 лютого 2001 року.       NEAR Shoemaker ·       Ерос

## Фізичні характеристики

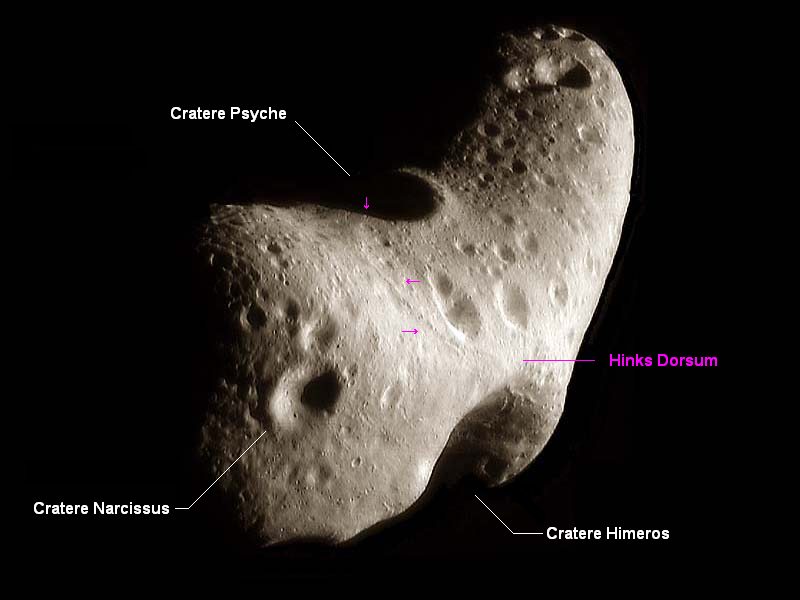
Ерос — зображення північної полярної області, з кратерами Психея вгорі і Гімерос внизу. Між ними можна побачити довгий хребет Хінкс Дорсум. Менший кратер на передньому плані — Нарцис.

Поверхнева гравітація Ероса варіюється в залежності від того, де саме знаходиться точка на поверхні відносно центру маси астероїда. Оскільки Ерос має подовжену форму, схожу на арахіс, а не сферичну, гравітація на різних ділянках поверхні може значно відрізнятися. Температури на поверхні Ероса також змінюються залежно від часу доби та місця на орбіті. Вдень, коли Ерос знаходиться найближче до Сонця (на перигелії), температура може підійматися до 100 °C (373 K), а вночі, коли астероїд віддаляється від Сонця, температура може опуститися до −150 °C (123 K). Щільність Ероса становить 2.67 г/см³, що близьке до щільності земної кори. Вчені місії NEAR виявили, що більшість великих каменів, які розкидані по поверхні Ероса, були викинуті з одного кратера внаслідок великого удару, що стався приблизно 1 мільярд років тому.Цей кратер, який став джерелом уламків, був запропоновано назвати «Шумейкером», але Міжнародний астрономічний союз (МАС) не визнав таку назву, і кратер отримав офіційну назву Charlois Regio. Цей удар також міг пояснити, чому близько 40 % поверхні Ероса не має маленьких кратерів (менших за 0.5 км у діаметрі). Спочатку вважалося, що уламки, що викинулися під час зіткнення, заповнили менші кратери. Однак, більш детальний аналіз показав, що райони з меншою кількістю кратерів знаходяться в межах 9 км від місця удару. Ці області були виявлені навіть на протилежному боці астероїда, але все ще залишалися в межах 9 км від точного місця зіткнення.
У жовтні 2000 року на астероїді Ерос було виявлено явище, яке отримало назву пилові ставки (англ. dust ponds). Це явище спостерігається на небесних тілах без атмосфери, коли в западинах, таких як кратери, накопичуються пилові відкладення. Такі відкладення виглядають гладкими та відрізняються від навколишньої скелястої місцевості, маючи інший колір і альбедо (відбиття світла). Пилові ставки часто мають злегка блакитний відтінок, що виділяється на тлі інших поверхневих утворень. Ерос має багато великих кратерів, діаметр яких перевищує 200 м. Кратери меншого розміру трапляються значно рідше, що може свідчити про їх старість або покриття іншими шарами матеріалу. Деякі кратери мають гладке дно з нахилом менше ніж 10°, і саме на цих ділянках знаходяться пилові ставки. Всього було виявлено 334 пилових ставків з діаметром 10 м, 255 з яких мають діаметр більше 30 м. Більшість пилових ставків (91 %) розташовані в межах 30° від екватора астероїда.
Дані, зібрані космічним апаратом NEAR під час його досліджень Ероса в грудні 1998 року, показують, що астероїд може містити близько 20 мільярдів тонн алюмінію та значну кількість рідкісних металів, таких як золото і платина, що наближається до ресурсів, які можна було б знайти на Землі.

## Видимість з Землі

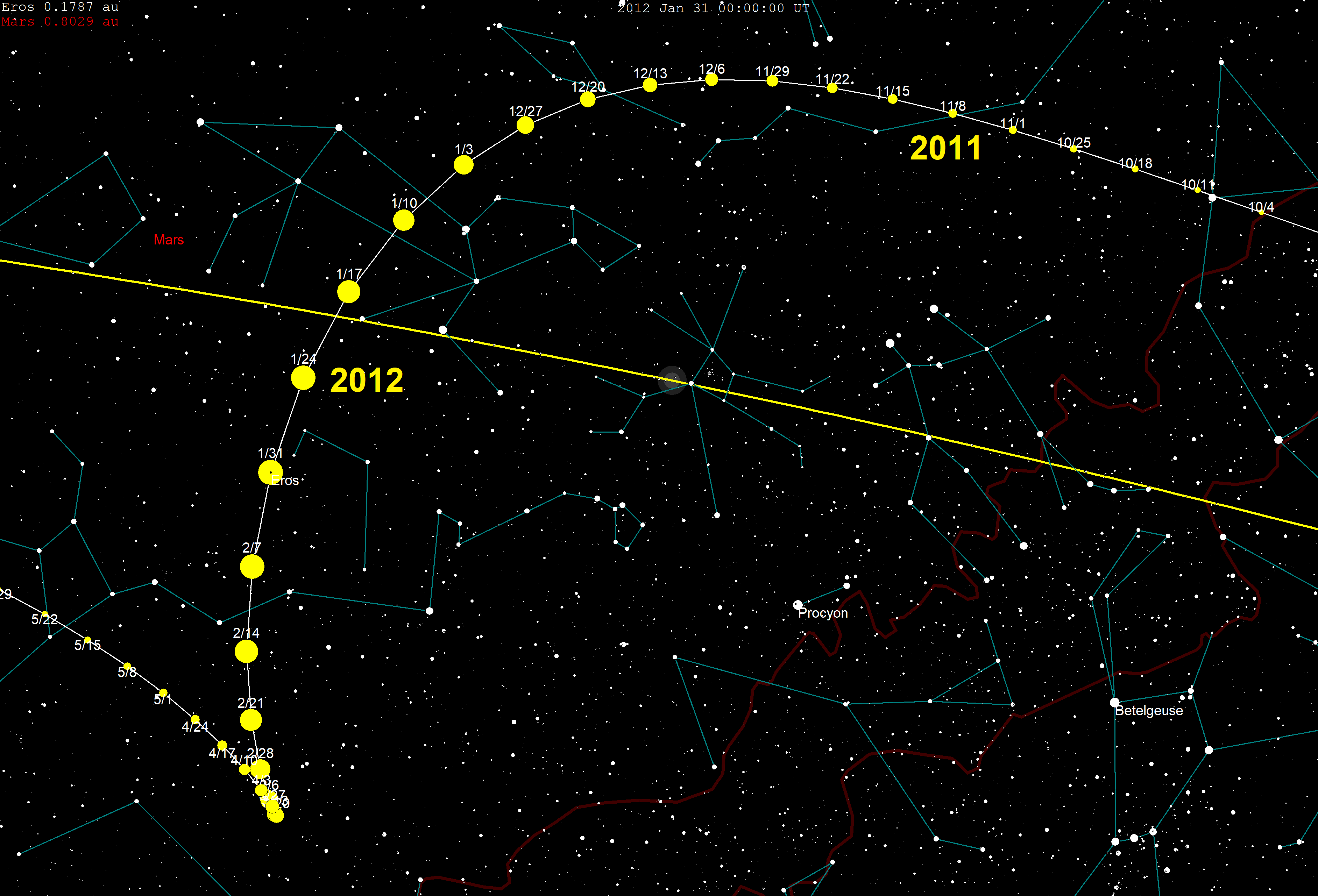
Шлях у небі під час опозиції 2011/2012

31 січня 2012 року астероїд Ерос наблизився до Землі на відстань 0.17867 астрономічних одиниць (26,729,000 км; 16,608,000 миль), що в 70 разів більше відстані до Місяця, і мав видиму величину +8.1.
Під час рідкісних опозицій, які трапляються кожні 81 рік, як, наприклад, у 1975 та 2056 роках, Ерос може досягати видимої величини +7.0, що робить його яскравішим за Нептун і яскравішим, ніж будь-який астероїд головного поясу, за винятком таких великих об'єктів, як 1 Церера, 4 Веста, а також рідко 2 Паллада й 7 Ірида. У цей період астероїд виглядає на небі так, наче він зупиняється. В січні та лютому 2137 року він буде рухатись ретроградно лише на 34 хвилини по прямому сходу.

## В культурі

Гра Ендера. Обкладинка україномовного видання 2013 року

Астероїд Ерос став частиною кількох популярних науково-фантастичних творів.
У романі та телевізійному серіалі «І прокинеться Левіафан» катастрофічний науковий експеримент, який вивільняється на цивільне населення, що живе в тунелях, вирізаних через Ерос, призводить до інциденту, відомого як «Інцидент Ероса». У результаті цього інциденту астероїд дивним чином змінює свою орбіту і падає на Венеру.
У романі «Гра Ендера» (і його кінематографічній адаптації) Орсона Скотта Карда, Ерос служить базою для людства та розташуванням Командного Штабу після того, як його захопили інопланетяни (Форміки), які використовували астероїд як передову операційну базу під час попереднього вторгнення.
В епізоді «Visitors from Outer Space» серії Space Angel, Скотт Макклауд та його команда змушені знищити Ерос, відправивши його в Сонце, після того, як він стає небезпечним для навігації космічних кораблів.
Ерос також є основним місцем подій у романі «Полонений всесвіт» Гаррі Гаррісона.
Під час перезапуску Justice League Ґрантом Моррісоном, Ерос був використаний для ув'язнення Генерала, який атакував Лігу справедливості.

## Галерея

Анімація обертання Ероса
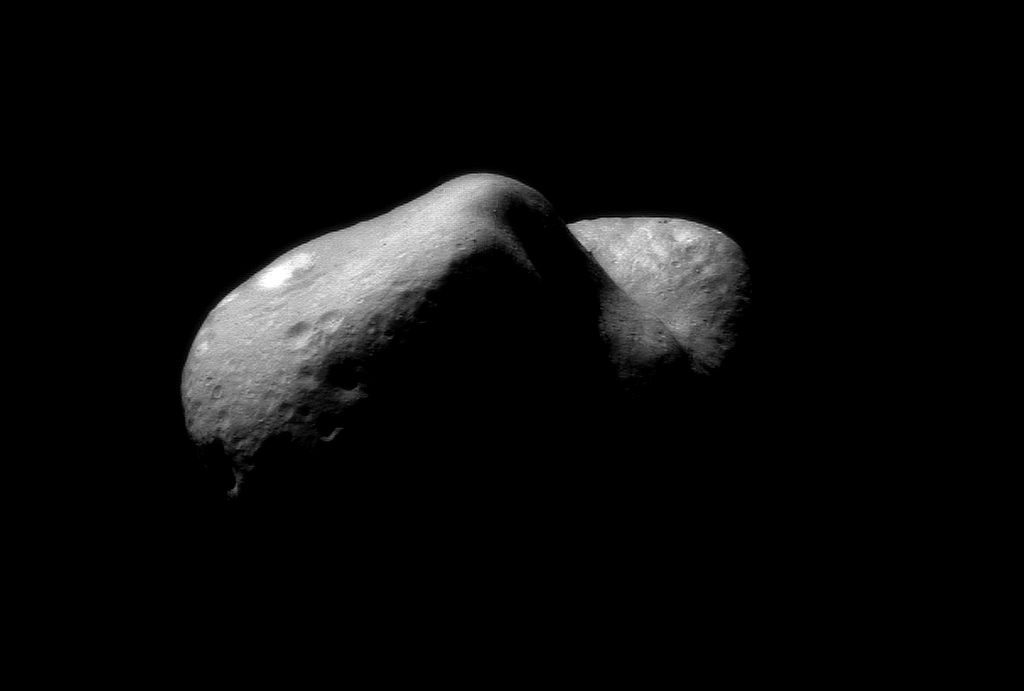
Вид з одного кінця Еросу через проріз на його боці до протилежного кінця
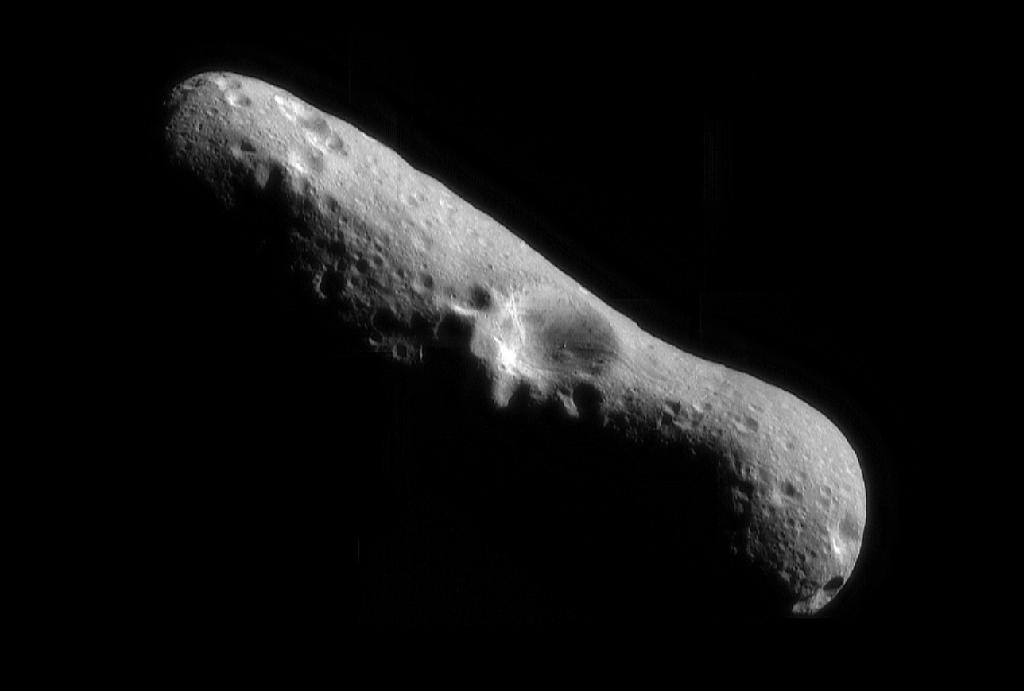
Перше зображення Ероса, зроблене з орбітального космічного апарату
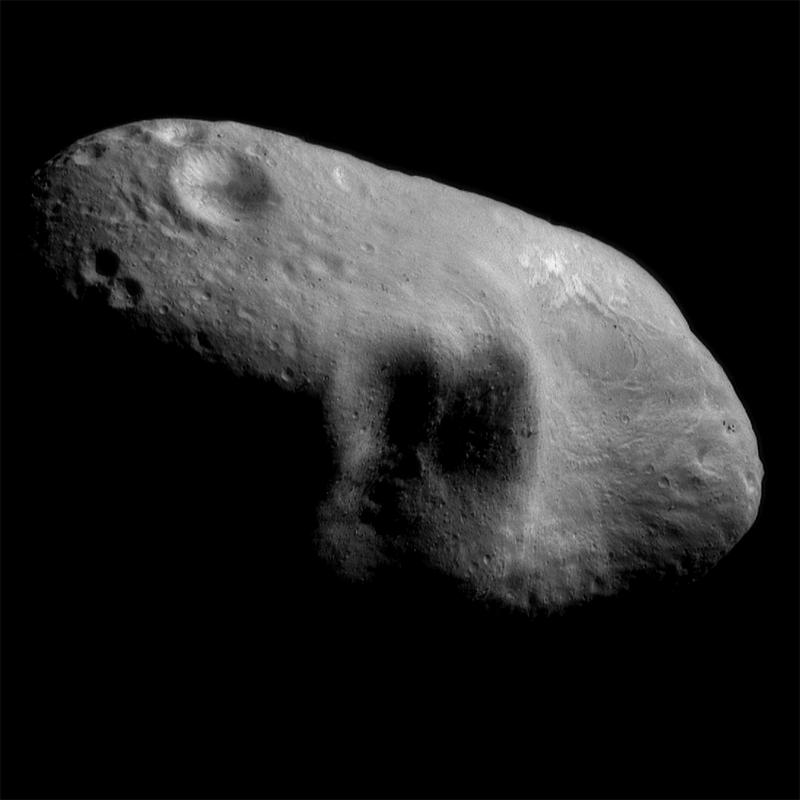
Зображення Ероса
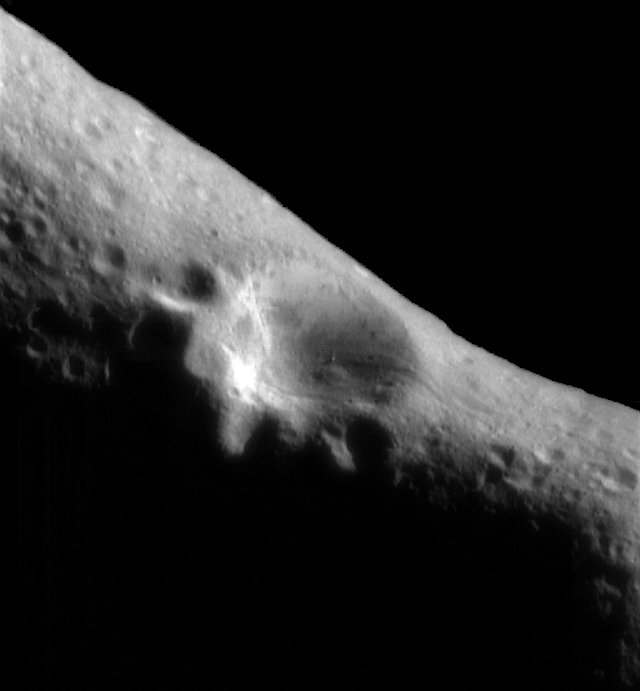
Кратер Психея, що має 4,8 км (3,0 милі) в довжину, є другим за величиною кратером Ероса.
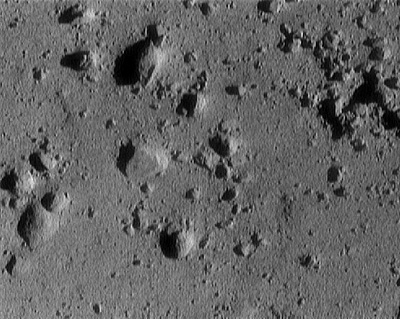
Реголіт Ероса, побачений під час спуску NEAR; показана область близько 12 метрів (40 футів) в діаметрі
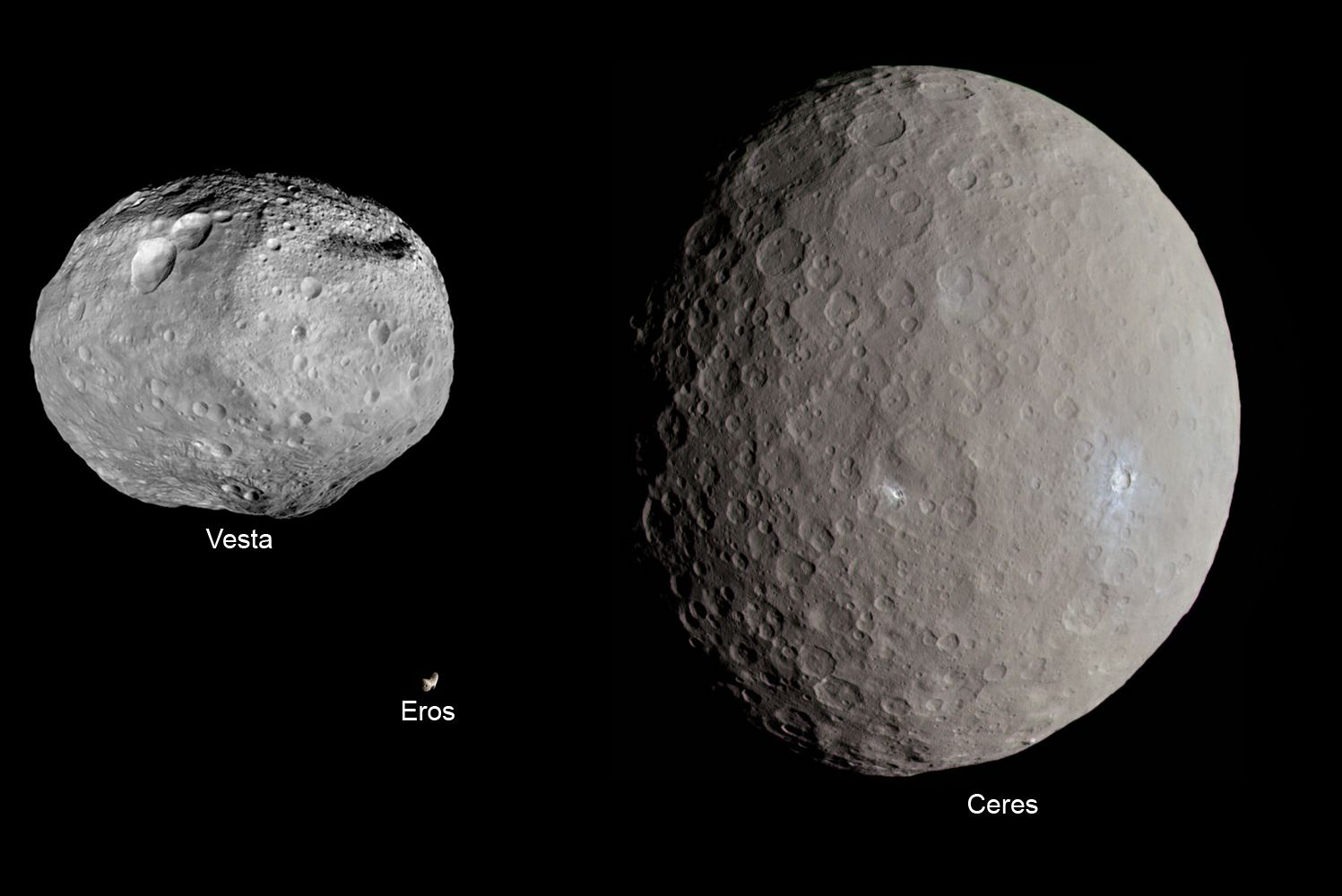
Порівняння розмірів Вести, Церери та Ероса
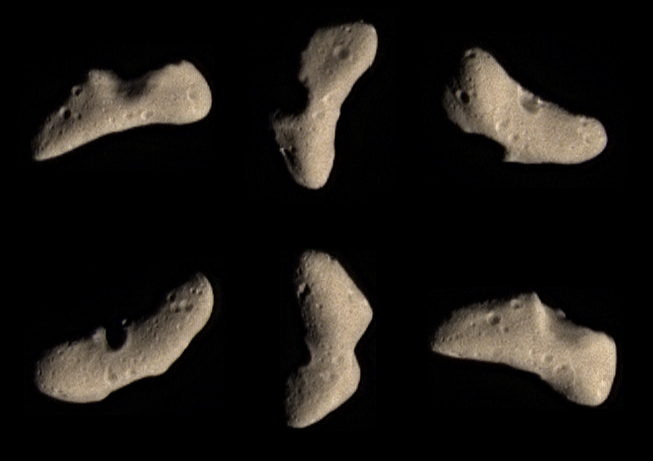
Шість зображень Ероса в природному кольорі, зроблених апаратом NEAR-Shoemaker у лютому 2000 року.
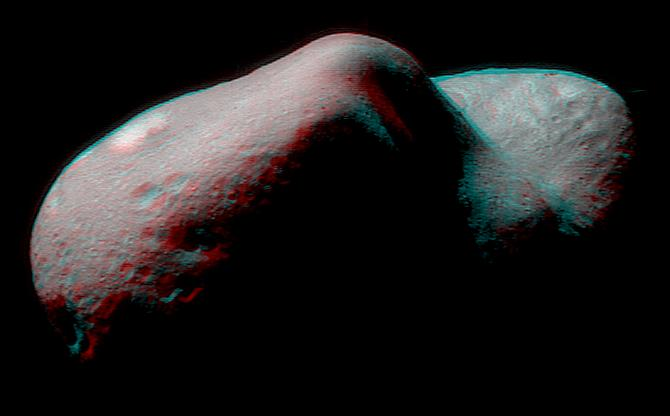
Стерео зображення Ероса